# 4 latidos tour - En vivo
4 latidos tour es un álbum en vivo recopilando canciones del dueto Sin Bandera y la banda Camila. El álbum fue grabado en vivo en la Arena Ciudad de México y fue publicado el 29 de marzo de 2019

## Lista de canciones
| CD1     |                          |                               |             |          |  |
| N.º     | Título                   | Escritor(es)                  | Intérprete  | Duración |  |
| 1.      | «De viaje»               | Leonel García · Noel Schajris | Sin Bandera | 4:50     |  |
| 2.      | «Te vi venir»            | García                        | Sin Bandera | 4:32     |  |
| 3.      | «Kilómetros»             | García · Schajris             | Sin Bandera | 3:49     |  |
| 4.      | «En ésta no»             | Schajris · García             | Sin Bandera | 6:07     |  |
| 5.      | «Junto a ti»             | Luis Armando Lozada · García  | Sin Bandera | 6:20     |  |
| 6.      | «Que lloro»              | García                        | Sin Bandera | 5:32     |  |
| 7.      | «Ves»                    | García · Schajris             | Sin Bandera | 4:43     |  |
| 8.      | «Sirena»                 | Áureo Baqueiro · García       | Sin Bandera | 4:18     |  |
| 9.      | «Suelta mi mano»         | García · Schajris             | Sin Bandera | 4:27     |  |
| 10.     | «Qué me alcance la vida» | García · Schajris             | Sin Bandera | 4:50     |  |
| 11.     | «Mientes»                | Mario Domm · Mónica Vélez     | Camila      | 3:42     |  |
| 12.     | «Decidiste dejarme»      | Domm · Vélez · Lauren Evans   | Camila      | 4:02     |  |
| 13.     | «Bésame»                 | Domm · Vélez                  | Camila      | 4:17     |  |
| 14.     | «Perdón»                 | Domm · Vélez                  | Camila      | 4:55     |  |
| 1:06:32 |                          |                               |             |          |  |

| CD2   |                                                                         | |                      |          |  |
| N.º   | Título                                                                  | Escritor(es) | Intérprete           | Duración |  |
| 1.    | «Medley (Restos de Abril · Perderte de Nuevo · Me da igual · Me Bastó)» | Restos de Abril (Domm · Mónica Vélez) · Perdertre de Nuevo (Domm · Samo · María Bernal) · Me da Igual (Pablo Hurtado) · Me Bastó (Domm · Samo · Pablo Hurtado) | Camila               | 7:06     |  |
| 2.    | «Medley (U Got My Love · Yo Quiero)»                                    | U Got My Love (Domm · Xuan Long) · Yo Quiero (Domm · Etore Grenci)                                                                                             | Camila               | 4:59     |  |
| 3.    | «Sueño Americano»                                                       | Domm · Vélez, Érica Énder y Kreimerman | Camila               | 4:39     |  |
| 4.    | «Aléjate de mí»                                                         | Domm | Camila               | 4:43     |  |
| 5.    | «Coleccionista de canciones»                                            | Domm · Paulyna Carraz | Camila               | 5:09     |  |
| 6.    | «Sólo para ti»                                                          | Domm | Camila               | 4:14     |  |
| 7.    | «Entra en mi vida»                                                      | García · Schajris | Camila & Sin Bandera | 4:41     |  |
| 8.    | «Abrázame»                                                              | Domm | Camila & Sin Bandera | 4:41     |  |
| 9.    | «Mientes tan bien»                                                      | García | Camila & Sin Bandera | 4:52     |  |
| 10.   | «Todo cambió»                                                           | Domm · José Luis Roma | Camila & Sin Bandera | 5:33     |  |
| 50:35 |                                                                         | |                      |          |  |

| DVD     |                                                                         | |          |  |
| N.º     | Título                                                                  | Escritor(es) | Duración |  |
| 1.      | «De viaje»                                                              | García · Schajris | 4:50     |  |
| 2.      | «Te vi venir»                                                           | García | 4:32     |  |
| 3.      | «Kilómetros»                                                            | García · Schajris | 3:49     |  |
| 4.      | «En ésta no»                                                            | Schajris · García | 6:07     |  |
| 5.      | «Junto a ti»                                                            | Luis Armando Lozada · García | 6:20     |  |
| 6.      | «Que lloro»                                                             | García | 5:32     |  |
| 7.      | «Ves»                                                                   | García · Schajris | 4:43     |  |
| 8.      | «Sirena»                                                                | Áureo Baqueiro · García | 4:18     |  |
| 9.      | «Suelta mi mano»                                                        | García · Schajris | 4:27     |  |
| 10.     | «Qué me alcance la vida»                                                | García · Schajris | 4:50     |  |
| 11.     | «Mientes»                                                               | Domm · Mónica Vélez | 3:42     |  |
| 12.     | «Decidiste dejarme»                                                     | Domm · Lauren Evans · Mónica Vélez | 4:02     |  |
| 13.     | «Bésame»                                                                | Domm · Mónica Vélez | 4:17     |  |
| 14.     | «Perdón»                                                                | Domm · Mónica Vélez | 4:55     |  |
| 15.     | «Medley (Restos de Abril · Perderte de Nuevo · Me da igual · Me Bastó)» | Restos de Abril (Domm · Mónica Vélez) · Perdertre de Nuevo (Domm · Samo · María Bernal) · Me da Igual (Pablo Hurtado) · Me Bastó (Domm · Samo · Pablo Hurtado) | 7:06     |  |
| 16.     | «Medley (U Got My Love · Yo Quiero)»                                    | U Got My Love (Domm · Xuan Long) · Yo Quiero (Domm · Etore Grenci)                                                                                             | 4:59     |  |
| 17.     | «Sueño Americano»                                                       | Mónica Velez, Érica Énder, Domm y Kreimerman | 4:39     |  |
| 18.     | «Aléjate de mí»                                                         | Domm | 4:43     |  |
| 19.     | «Coleccionista de canciones»                                            | Domm · Paulyna Carraz | 5:09     |  |
| 20.     | «Sólo para ti»                                                          | Domm | 4:14     |  |
| 21.     | «Entra en mi vida»                                                      | García · Schajris | 4:41     |  |
| 22.     | «Abrázame»                                                              | Domm | 4:41     |  |
| 23.     | «Mientes tan bien»                                                      | García | 4:52     |  |
| 24.     | «Todo cambió»                                                           | Domm · José Luis Roma | 9:01     |  |
| 2:00:41 |                                                                         | |          |  |

- Datos: Q98527741